# Scott Altman
Scott Douglas Altman (* 15. srpna 1959) je americký testovací pilot a veterán čtyř pilotovaných letů raketoplánem operovaných americkou vládní agenturou NASA. Zúčastnil se dvou posledních misí k Hubbleovu vesmírného teleskopu. Ve filmovém hitu Top Gun z roku 1986 pilotoval F-14.

## Vzdělání
V roce 1981 získal bakalářský titul v aerokosmických technologiích na University of Illinois at Urbana-Champaign a roku 1990 magisterský titul ve stejném oboru na Naval Postgraduate School.

## Seznam misí
- STS-90 Columbia 17. duben 1998 – 3. květen 1998, pilot. Raketoplán měl v nákladovém prostoru laboratoř Spacelab[2]
- STS-106 Atlantis (8. září 2000 – 20. září 2000), pilot. Letěl na ISS.[3]
- STS-109, Columbia (1. března 2002 – 12. března 2002), velitel. Byla to poslední úspěšná mise raketoplánu Columbia před jeho havárií v roce 2003, která zamířila k Hubbleovu teleskopu.[4]
- STS-125, Atlantis (11. května 2009 – 24. května 2009), velitel. I tato mise mířila k Hubbleovu teleskopu.[5]